# 何美鄉
何美鄉（1950年—），臺北天母人，臺灣流行疾病學專家、內科醫師，現為中央研究院生物醫學科學研究所兼任研究員，曾任中研院醫學研究倫理委員會主委、生醫所研究員（2015年退休）。是台灣首位參與美國疫情調查服務隊的流行疾病學專家，曾於SARS期間率先進入和平醫院，協助照顧病患。

## 生平
何美鄉在家中排行老么，上有四個姐姐。何美鄉就讀北一女中時，原本就讀文組，高三有次蹺課在外翻閱雜誌讀到關於「DNA旋轉螺旋結構」，她深深為DNA結構所吸引，決定轉讀生物科學。高中時曾和朋友閱讀禁書，像是魯迅的作品，當時一起讀禁書的朋友後來成為台大哲學系事件的受害者，但當時何美鄉已出國讀書，直到多年後才得知朋友受迫害。高中畢業前，閱讀西蒙波娃的小說《他人的血》，而發現小說中常引用聖經的句子，因此買了本聖經，但並沒特別作為信仰翻閱。
高中畢業後，赴美國就讀大學、攻取醫學博士。因立志到第三世界行醫，何美鄉進一步至哈佛大學鑽研公共衛生，她曾任美國疾病管制局疫情調查員及多次任世界衛生組織短期顧問。
2005年，何美鄉決定協助國光生物科技公司（下簡稱國光生技）完成疫苗自製任務。2007年，建廠計畫底定，何美鄉被借調到國光生技擔任研發長兼專案總經理。直到2009年，符合國際標準的疫苗廠終告落成。剛好遇上2009年4月H1N1疫情爆發，也成了疫苗廠測試的機會。後來，何美鄉協助國光生技成功開發H1N1新型流感疫苗，使國內疫情及死亡率得以有效控制，因此獲頒行政院2011年傑出科技貢獻獎。
何美鄉後續也協助處理伊波拉、人類禽流感等疫情。
2020年2月在民進黨中常會中做「新型冠狀病毒疫情預測及因應策略」，何美鄉報告多次強調「洗手重要性大於口罩」，民眾無須搶購口罩。
2021年，何美鄉參與聯亞疫苗受試，且分配到疫苗組。
2022年5月 何美鄉：打疫苗加受感染的綜合免疫，是最好免疫。